# Сурогатний сексуальний партнер
Сурогатний сексуальний партнер (частіше партнерка) — це людина, що вступає в інтимну та сексуальну близькість за плату для вирішення інтимних і сексуальних проблем в психотерапії та сексології, у співпраці з психотерапевтом. Виконує експериментальні вправи і будує відносини з клієнтом, який працює з психотерапевтом. Використовується в деяких країнах для усунення перешкод при фізичній та емоційній близькості (сексуальні дисфункції, відсутність здорового інтимного досвіду, травматичний досвід у минулому). Сьогодні у більшості випадків сурогатні сексуальні партнерки — жінки, але бувають і чоловіки.

## Історія
Мастерс і Джонсон представили практику в книзі «Людська сексуальна неадекватність», опублікованій у 1970 році. Вони вважали, що люди можуть дізнатися про сексуальну близькість, лише переживши її. В дослідженні учасники, котрі були сексуальними партнерами в житті, використовували одне одного для серії вправ для подолання сексуальної дисфункції. А люди без партнерів були в парах з сурогатними сексуальними партнерами, які повинні були виступати в якості наставників. В цьому дослідженні всі сурогатні партнери були жінками.
Практика сурогатної партнерської терапії досягла піку на початку 1980-х, коли кілька сотень сурогатних партнерів практикували в США. З тих пір популярність сурогатної партнерської терапії знизилася, але нещодавно знову увійшла в громадську свідомість після фільму 2012 року «Сурогат», в якому була показана робота сурогатного партнера з людиною з обмеженими можливостями. В даний час терапія з сурогатним партнером практикується не дуже часто.
В статті 2003 року «Я був незайманим середнього віку» Майкла Каслмана розповідається про американського незайманця Роджера Ендрюса та його терапію з сурогатною сексуальною партнеркою Веною Бланшар.

## Терапія
Проблеми, які покликана вирішувати терапія сурогатного партнерства:
- Проблеми з близькістю та в спілкуванні
- Відсутність довіри чи досвіду
- Тривога під час знайомства
- Сексуальні табу
- Низьке лібідо
- Обмежені фізичні можливості
- Відраза до сексу
- Анамнез сексуальних злочинів і сексуальних зловживань
- Еректильна дисфункція
- Передчасна еякуляція
- Нездатність еякулювати з партнеркою(-ом)
- Вагінізм
- Генітальний біль

Сурогатний партнер може допомогти людям, чий сексуальний спосіб життя змінився, наприклад, через набуту інвалідність, досліджувати і розвинути сексуальний потенціал знову.
Оскільки сексуальні проблеми часто є психологічними, а не фізичними, комунікація відіграє ключову роль в терапевтичному процесі. Терапевтичні вправи можуть включати техніки релаксації, зосередження почуттів, спілкування, формування здорового образу тіла, навчання соціальним навичкам, сексуальну освіту, а також чуттєві і деякі сексуальні дотики. Терапія починається з зустрічі між клієнтом, терапевтом і сурогатним(-ою) партнером(-кою), на якій обговорюються цілі терапії, її об'єм і тривалість. Протягом усього процесу підтримується зв'язок між всіма учасниками процесу.
Деякі пари відвідують сеанси терапії сурогатного партнерства разом, деякі люди (самотні або пара) відвідують їх поодинці. Сурогатний(-а) партнер(-ка) бере участь в сексуальній освіті і часто інтимних фізичних контактах і/або сексуальної активності з клієнтами для досягнення терапевтичної мети. Деякі працюють в консультаційних центрах, в той час як інші мають свої власні офіси.

## Документальне кіно
- Це життя з Лізою Лінг присвятив епізод «Сексуального зцілення» (4 сезон, 1 серія).
- Документальний фільм 1985 року «Приватна практика: історія сексуального сурогата» присвячений дослідженню відносин між сексуальною сурогатною партнеркою (Морін Салліван), її клієнтами і терапевтами її клієнтів.
- Епізод Табу «Заборонена любов» National Geographic (7 сезон, епізод 6, вперше вийшов в ефір 2011 року) показав професійну сексуальну сурогатну партнерку (Шеріл Коен-Грін)[10].
- Документальний фільм Discovery Fit & Health «Мій секс-сурогат», вперше показаний у 2013 році, розповідає про жінку та чоловіка, які працюють з сексуальним сурогатним партнером. Роль партнерки, яка працювала з чоловіком, виконала Шеріл Коен-Грін.

## У попкультурі
- У першому епізоді 10-го сезону американського детективного серіалу «Backstrom» під назвою «Любов — це троянда, а тобі краще її не брати», S. C. U. розслідує справу про знайдену мертвою молоду дівчину, яка була сексуальною сурогатною партнеркою[11].
- В епізоді «Управління гнівом» подруга Кейт (Сельма Блер) — 32-річна дівчина, яка шукає свою першу сексуальну зустріч з чоловіком. Чарлі Гудсон (Чарлі Шин) вирішує стати її першим, як сурогатний сексуальний партнер (не будучи професіоналом і не маючи ліцензії), після чого вона прив'язується до нього. Пізніше вона дізнається, що Чарлі зайняв місце сексуального сурогатного партнера, замість наданого їй партнера від терапевта.
- «Майстри сексу», епізоди 03-07 і 03-08, — серіал за мотивами творчості Мастерс і Джонсон.
- В американському фільмі «Сурогат» (2012) Гелен Гант знялася в ролі Шеріл, сексуальної сурогатної партнерки, яка допомагає Марку (Джон Гокс), що вижив після поліомієліту, втратити цноту у 38 років. Фільм заснований на реальній історії Марка О'браєна і Шеріл Коен-Грін. О'браєн написав про свій досвід у 1990 році[12].
- Ізраїльський фільм «Сурогат» (2008) розповідає про сурогатну сексуальну партнерку (Лана Еттінгер), яка лікує чоловіка (Амір Вольф), що зазнав сексуального насильства в дитинстві. Фільм був знятий Талі Шалом-Езер і базується на дослідженнях в клініці доктора Роніта Алоні в Тель-Авіві.
- «Мій лікар» (1984) з Мерилін Чамберс у головній ролі.
- Американський фільм «Втрачаючи контроль» (2014) розповідає про професійне і особисте життя сексуального сурогатного партнера[13].
- «Компаньйони»: персонажка матері Пітера Беша, якого грає Джейн Сеймур, є сексуальною сурогатною партнеркою.
- У 3-му сезоні (2006) «Boston Legal» під назвою «Хіба ми не можемо отримати легеню?»[14], Адвокат Джеррі Еспенсон зустрічає сексуальну сурогатну партнерку Джоанну Монро (Джейн Лінч) у свого адвоката і товариша Алана Шора (Джеймс Спейдер).